# Pietra di Salomone
La Pietra di Salomone o Pietra Salomone è un masso erratico situato in comune di Trana (TO, Italia), notevole per le sue dimensioni e molto conosciuto come sito di arrampicata.

## Descrizione

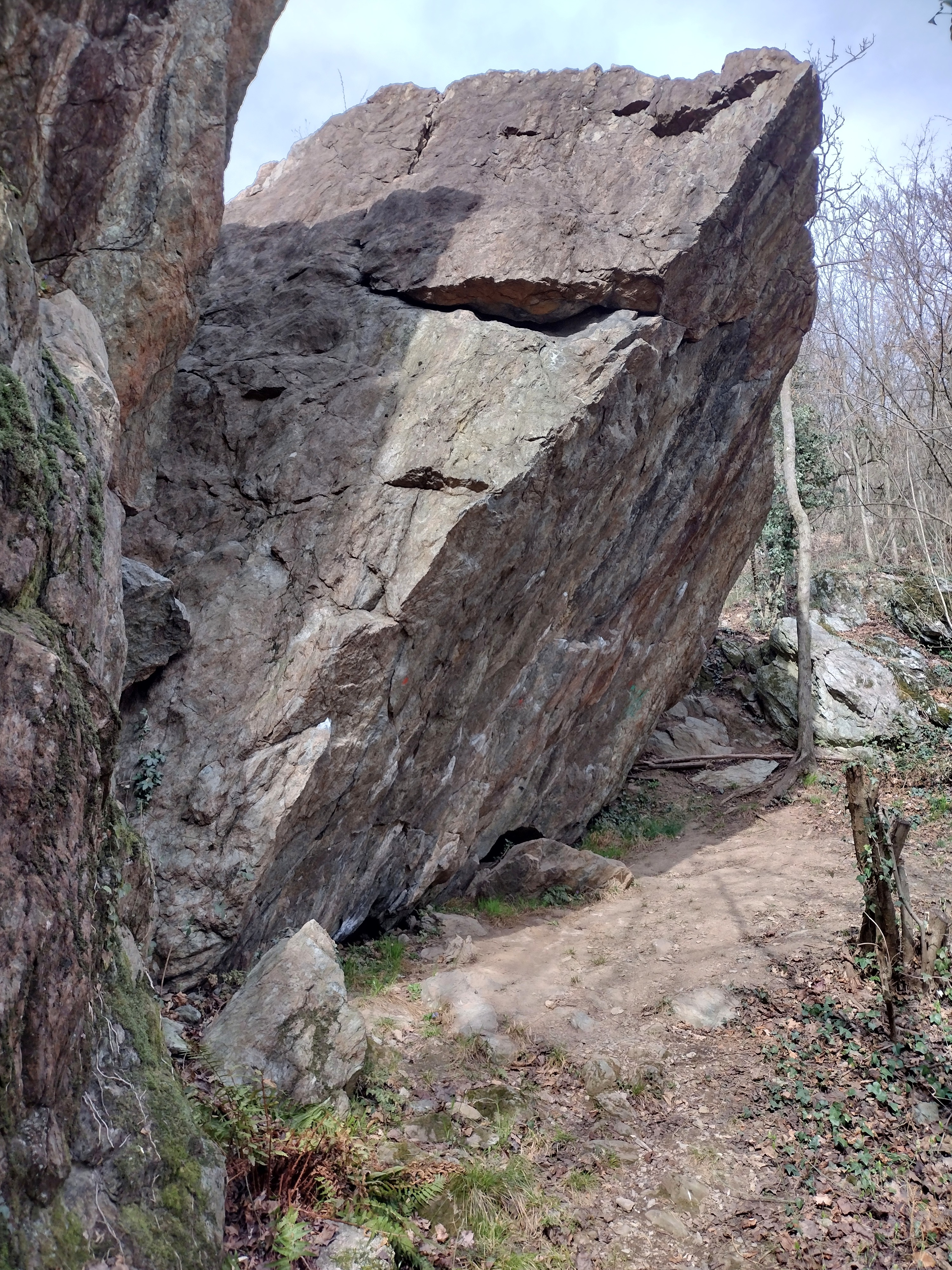
Una delle pareti strapiombanti della Pietra Salomone

Il masso è collocato a breve distanza dall'abitato di Trana, alla base del Moncuni. Fu trasportato nella sua attuale posizione dal ghiacciaio che durante le passate ere glaciali percorreva la Valle di Susa e si apriva a ventaglio sulla pianura torinese. Si tratta di un enorme blocco di serpentinite che fa parte dell'Anfiteatro morenico di Rivoli-Avigliana. Il masso è diviso in due parti da una fessura e viene considerato dagli studiosi un esempio di come i massi erratici, una volta esumati dall'erosione mediante il trasporto a valle del materiale minuto che li circonda, possano subire una evoluzione anche rapida (in termini geologici), e che spesso ne comporta il frazionamento in blocchi più piccoli.

## Utilizzo

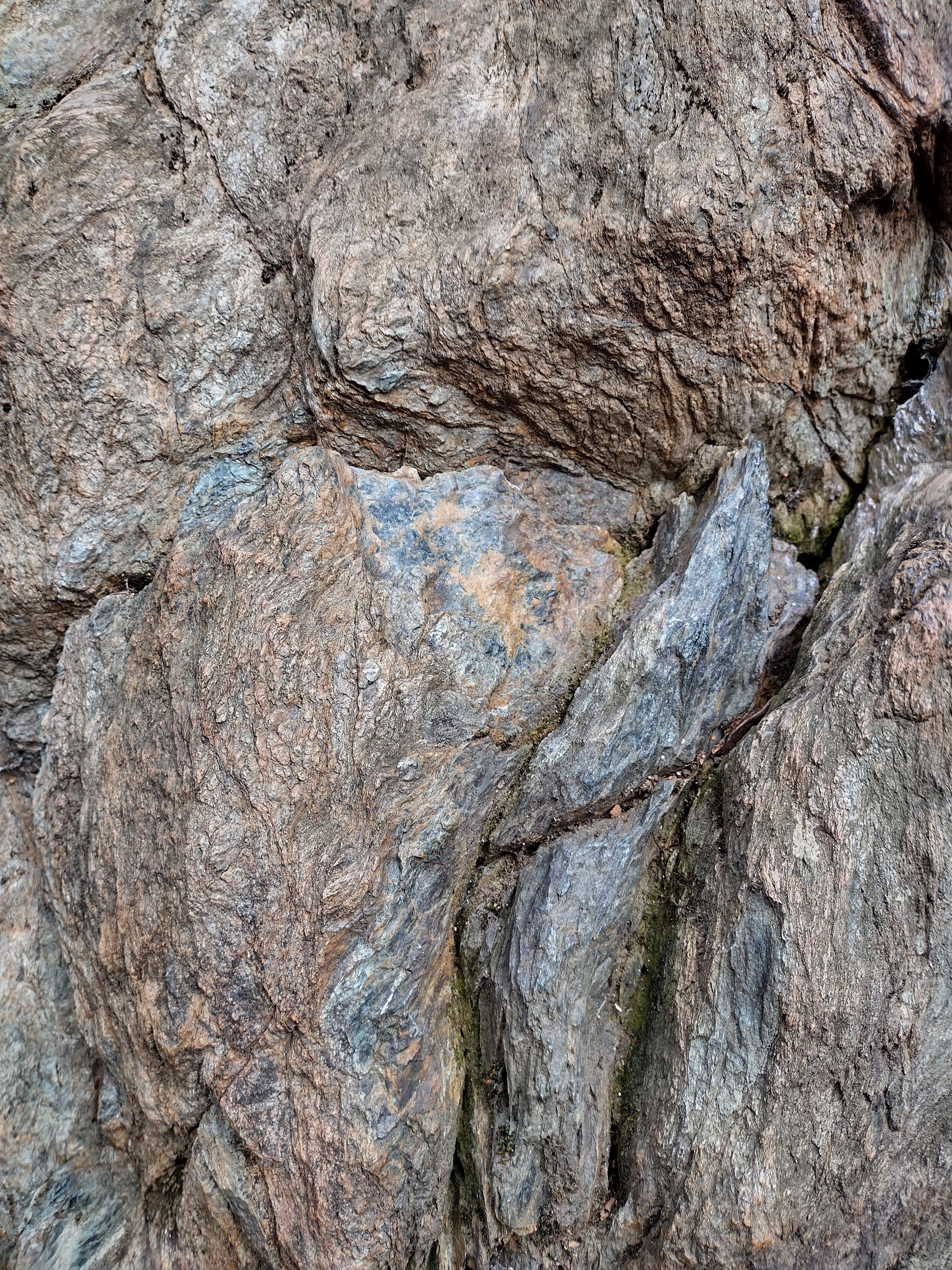
Dettaglio della serpentinite del masso: le zone rossicce sono quelle la cui superficie è indisturbata da molto tempo, quelle verdastre sono state esposte all'aria in tempi recenti

Sul masso sono state tracciate circa ottanta vie di arrampicata, con grado di difficoltà che varia dal 1° all'8°+. Molte tra queste vie furono censite e descritte all'inizio degli anni Ottanta del Novecento nel libro Sassismo spazio per la fantasia scritto dall'alpinista Gian Carlo Grassi. Sul masso si tengono esercitazioni pratiche per l'introduzione al bouldering, gestite da associazioni della zona.

## Storia

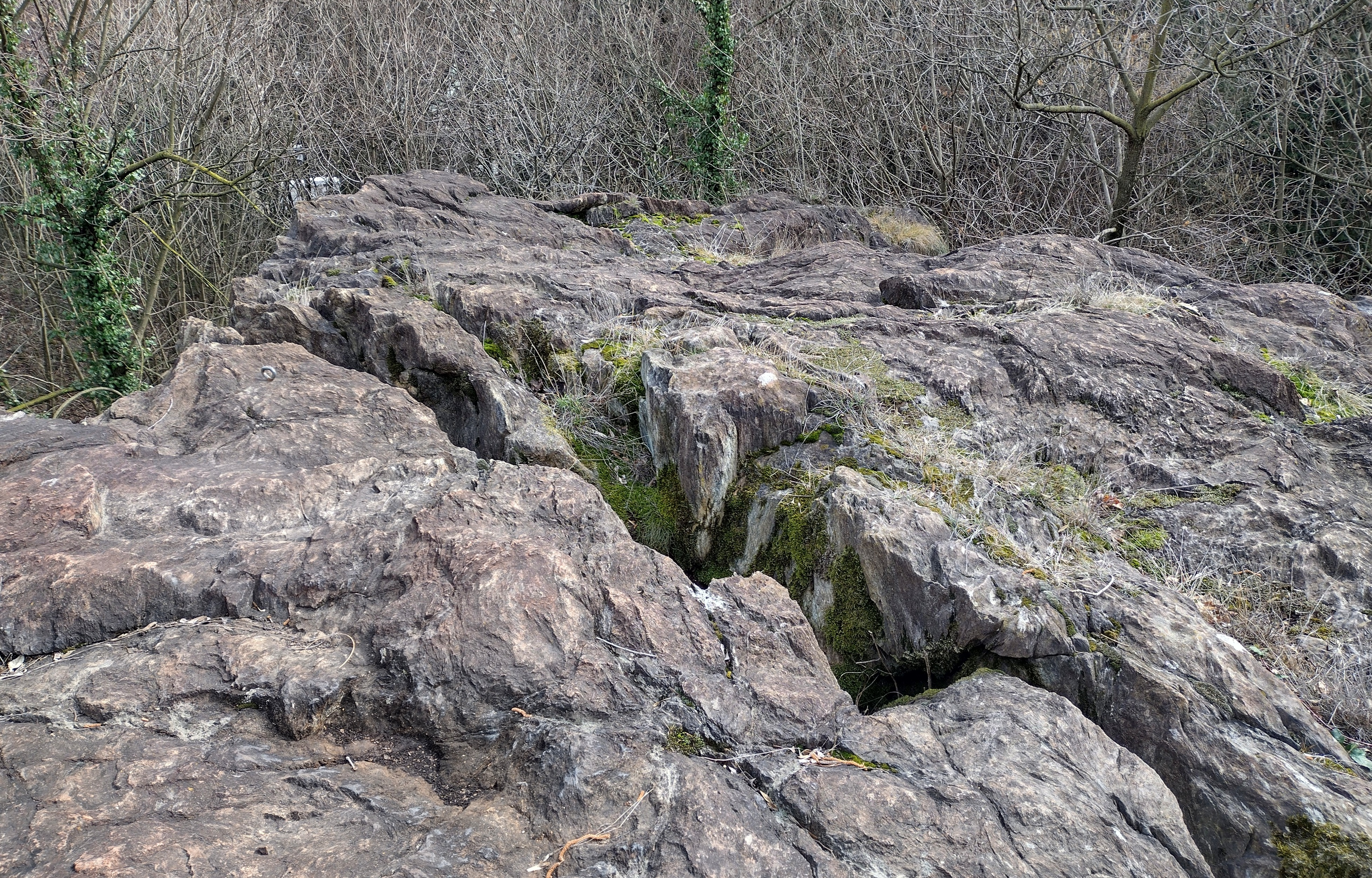
La sommità del masso

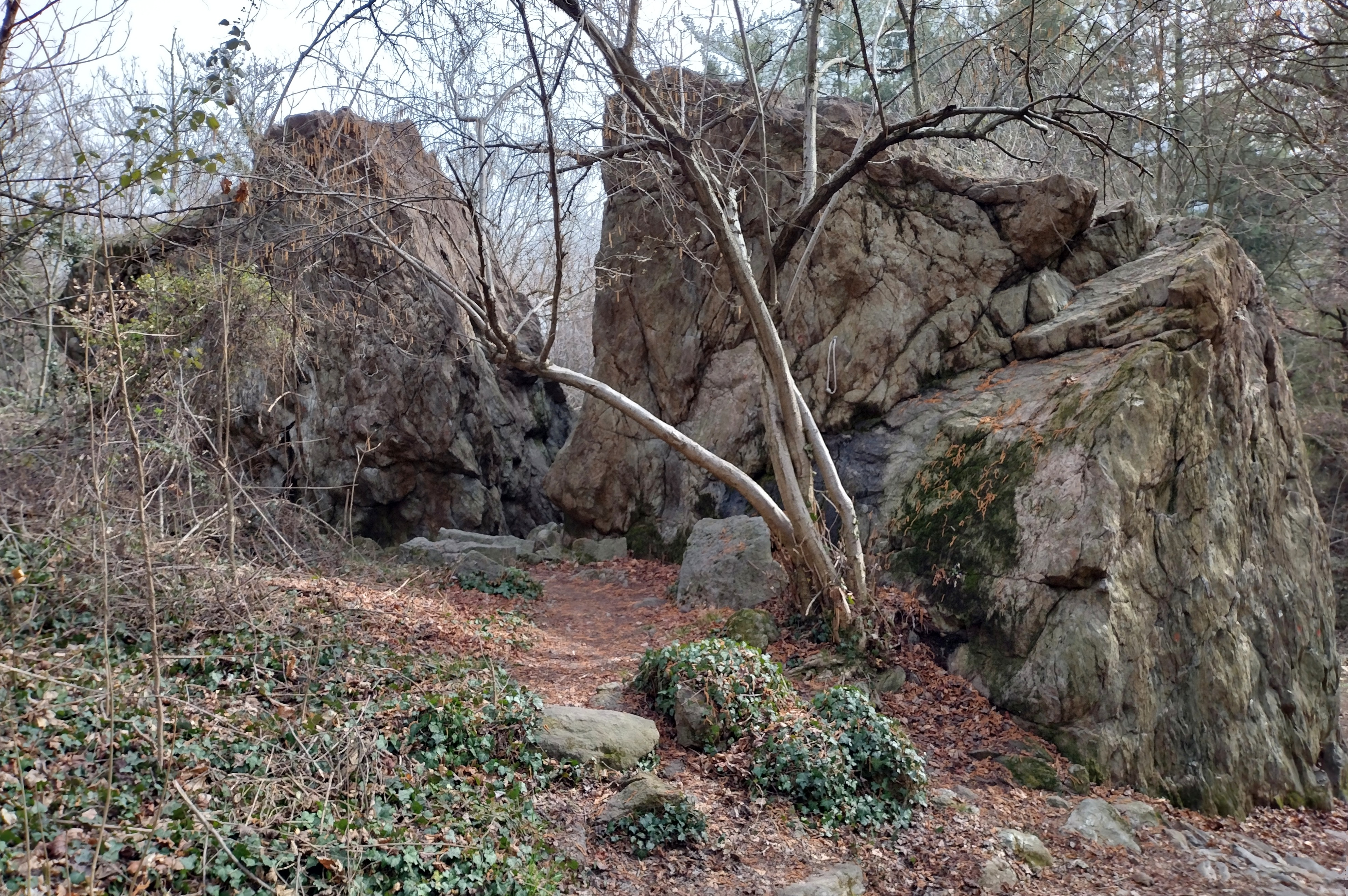
Il masso visto da ovest

Il nome del masso fa riferimento ad un antico mito secondo il quale re Salomone si sarebbe avvalso dell'aiuto dei diavoli per costruire il Tempio di Gerusalemme e, in particolare, per trasportarne in volo le petre da costruzione, alcune delle quali vennero abbandonate dai diavoli stessi in luoghi anche molto lontani da Gerusalemme. Il masso fu tra i primi a venire scalati in modo documentato; in particolare è nota la sua frequentazione da parte di Giusto Gervasutti, che lo utilizzava per allenarsi negli anni Trenta e Quaranta del Novecento. Più tardi fece epoca nell'ambiente del bouldering italiano il superamento in libera della via Pettigiani (difficoltà 7b+), che percorre una fessura strapiombante aperta nella parte del masso affacciata verso la collina. Varie delle vie presenti sono state descritte dall'alpinista Gian Carlo Grassi e il masso fu anche incluso in Cento Nuovi Mattini (Zanichelli, 1981), una antologia di Alessandro Gogna che raccoglie le migliori vie di free climbing in Italia. Negli Anni Ottanta la Pietra Salomone era molto celebre e frequentata assiduamente dagli arrampicatori; questo causò dissapori con i proprietari dei fondi circostanti, tanto che per scoraggiare la pratica alpinistica le pareti del masso vennero cosparse di gasolio e vernice.